# Trận bao vây Kholm
Trận bao vây Kholm là một trận chiến diễn ra trong Chiến tranh Xô-Đức giữa Hồng quân Liên Xô và quân đội phát xít Đức bị vây trong một khu vực gọi là "cái chảo Kholm" (tiếng Đức: Kessel von Cholm). Trận đánh mở màn vào ngày 18 tháng 1 năm 1942 khi du kích Liên Xô tập kích quân Đức đóng tại Kholm. Không lâu sau đó bộ đội chủ lực Hồng quân cũng tham gia trận chiến và Hồng quân đã bao vây hoàn toàn phát xít Đức trong thành phố Kholm ba tháng liền. Đây là lần đầu tiên quân Đức bị bao vây suốt một thời gian dài như vậy. Trong thời gian đó lực lượng Đức trong vòng vây đã nhận được sự tiếp vận đầy đủ từ Không quân phát xít Đức để họ có thể tiếp tục kháng cự. Cuối cùng vào tháng 5 năm 1942 vòng vây của Hồng quân đã bị phá giải. Thành công tại Kholm trở thành một ví dụ điển hình cho bộ máy tuyên truyền của phát xít Đức sử dụng nhằm ca ngợi tinh thần chiến đấu dũng cảm và anh hùng của binh sĩ Đức.